# エルミタージュ庭園
エルミタージュ庭園（エルミタージュていえん、露: Сад «Эрмитаж», 英: Hermitage Garden）は、ロシア・モスクワにある公園である。エルミタージュ公園（エルミタージュこうえん）ともいう。

## 概要

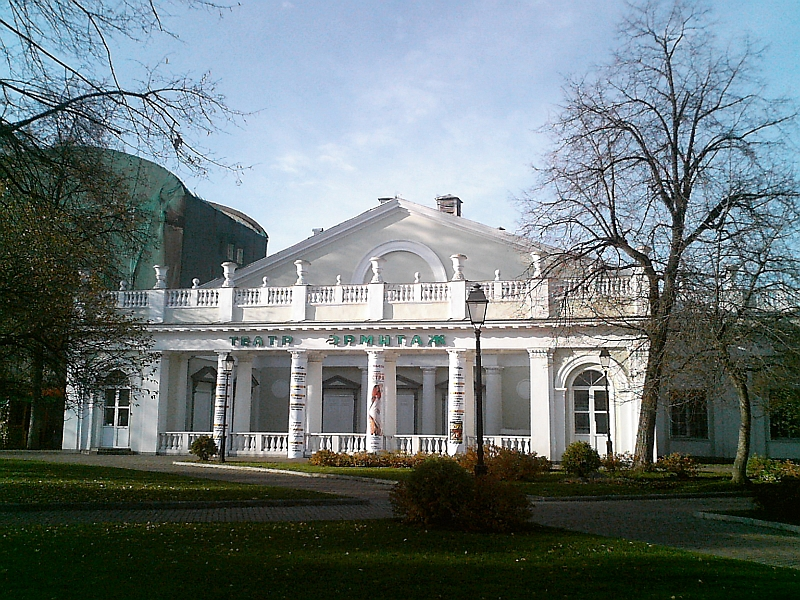
劇場「エルミタージュ」

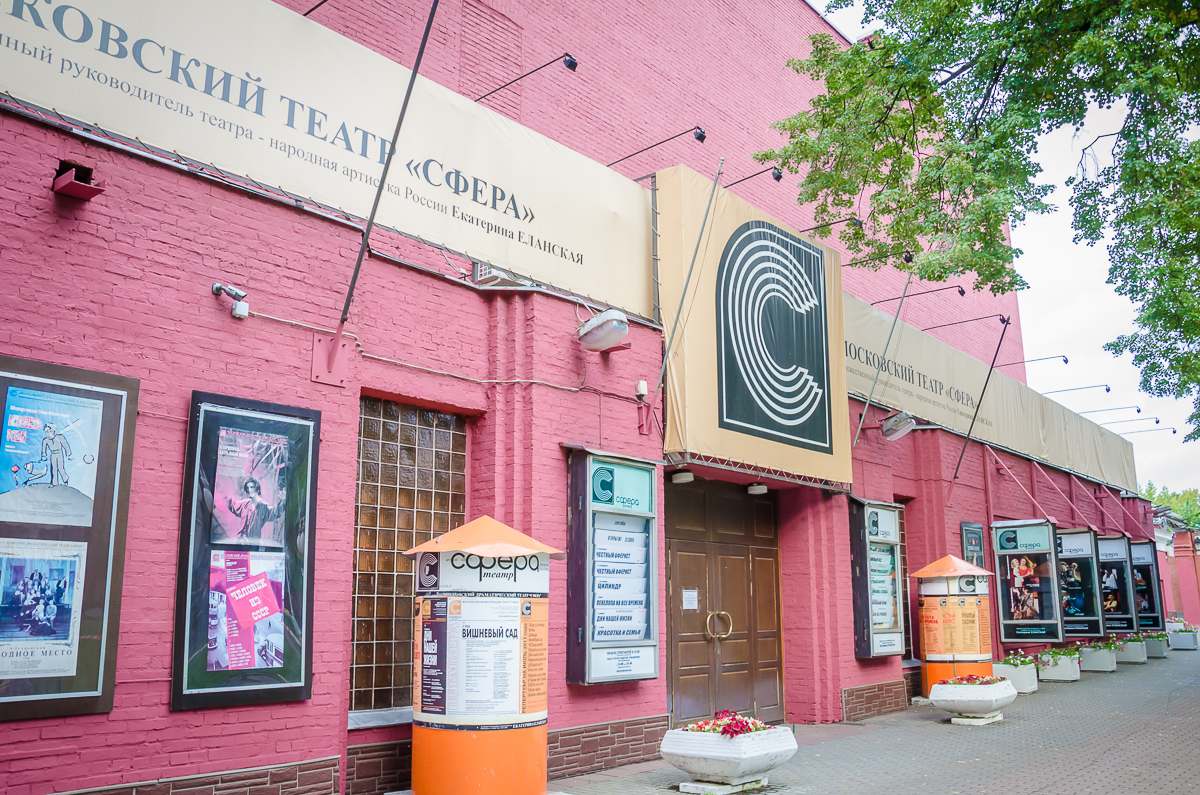
劇場「スフェラ」

当公園は、トヴェルスコイ地区のカレトヌイ・リャド通りの3番地にある。およそ4.9ヘクタールの面積をもつ。園内には、無料で入場することができる。
園内には「エルミタージュ」 (Эрмитаж)、「スフェラ」 (Сфера)、「ノヴァヤ・オペラ」 (Новая Опера) の3つの劇場が設けられている他
、野外ステージ «Летняя эстрада» やレストラン「ベランダ32.05」（露: Веранда 32.05）などがある。子ども用の遊び場には、ブランコや滑り台、砂場などの遊具がある。
プーシキン駅やトヴェルスカヤ駅、チェーホフ駅から徒歩圏内にある。

## 歴史

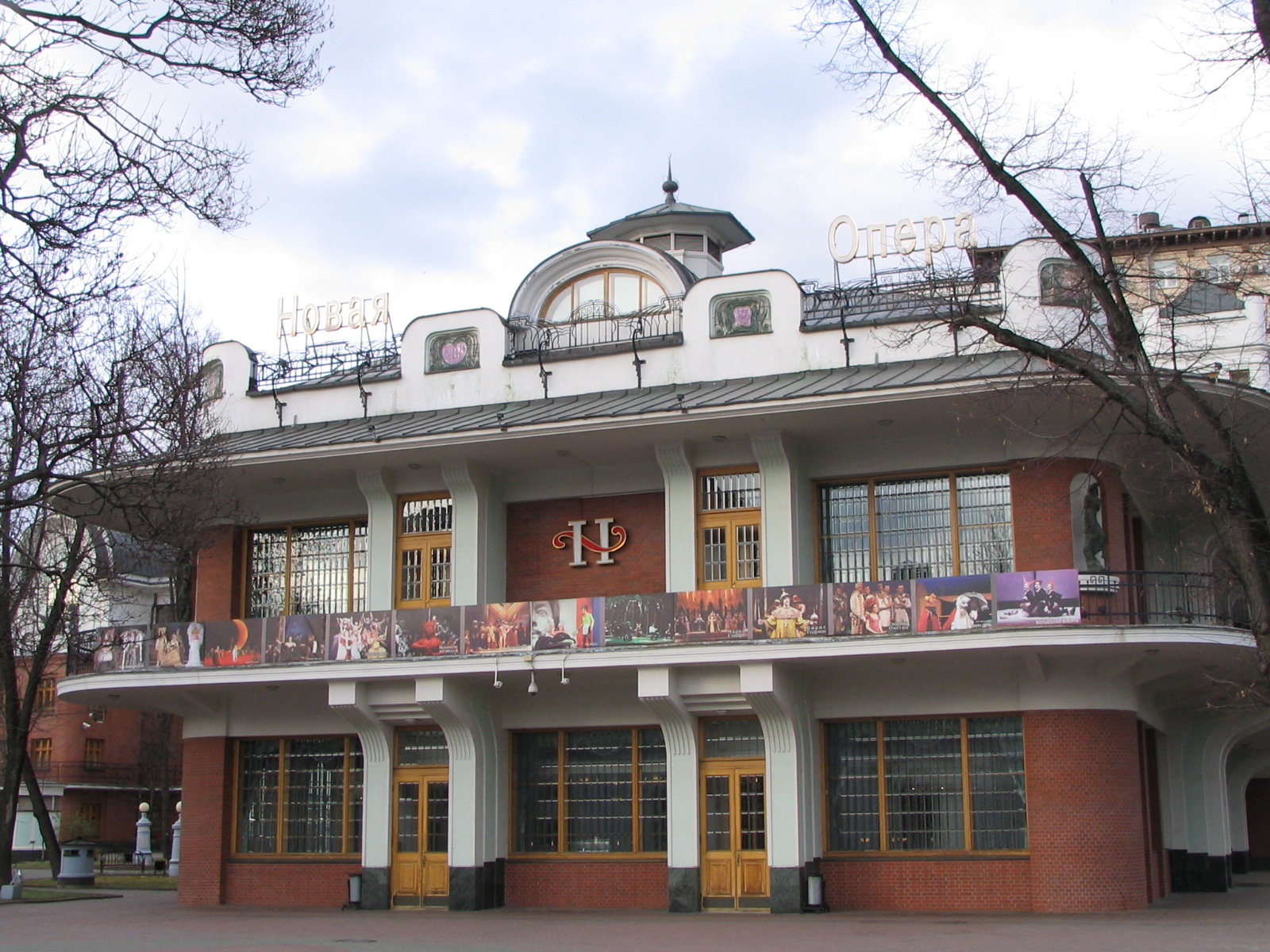
劇場「ノヴァヤ・オペラ」

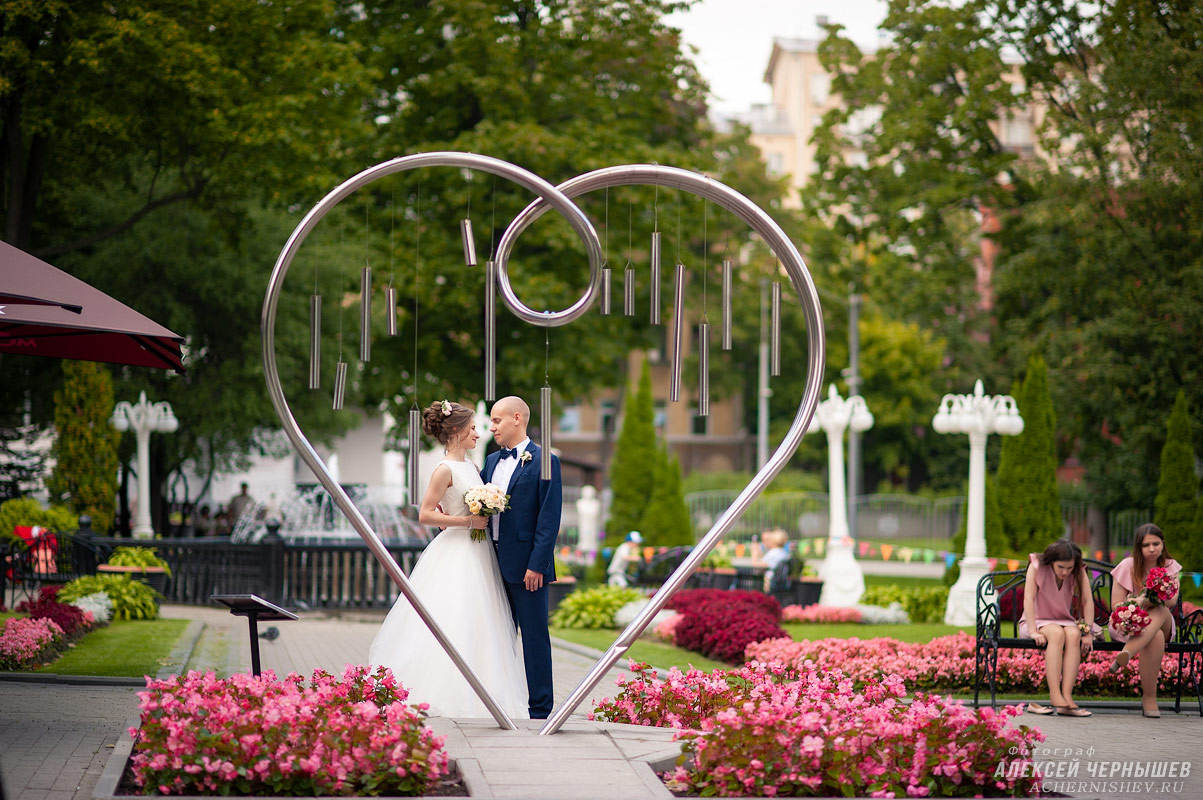
モニュメント

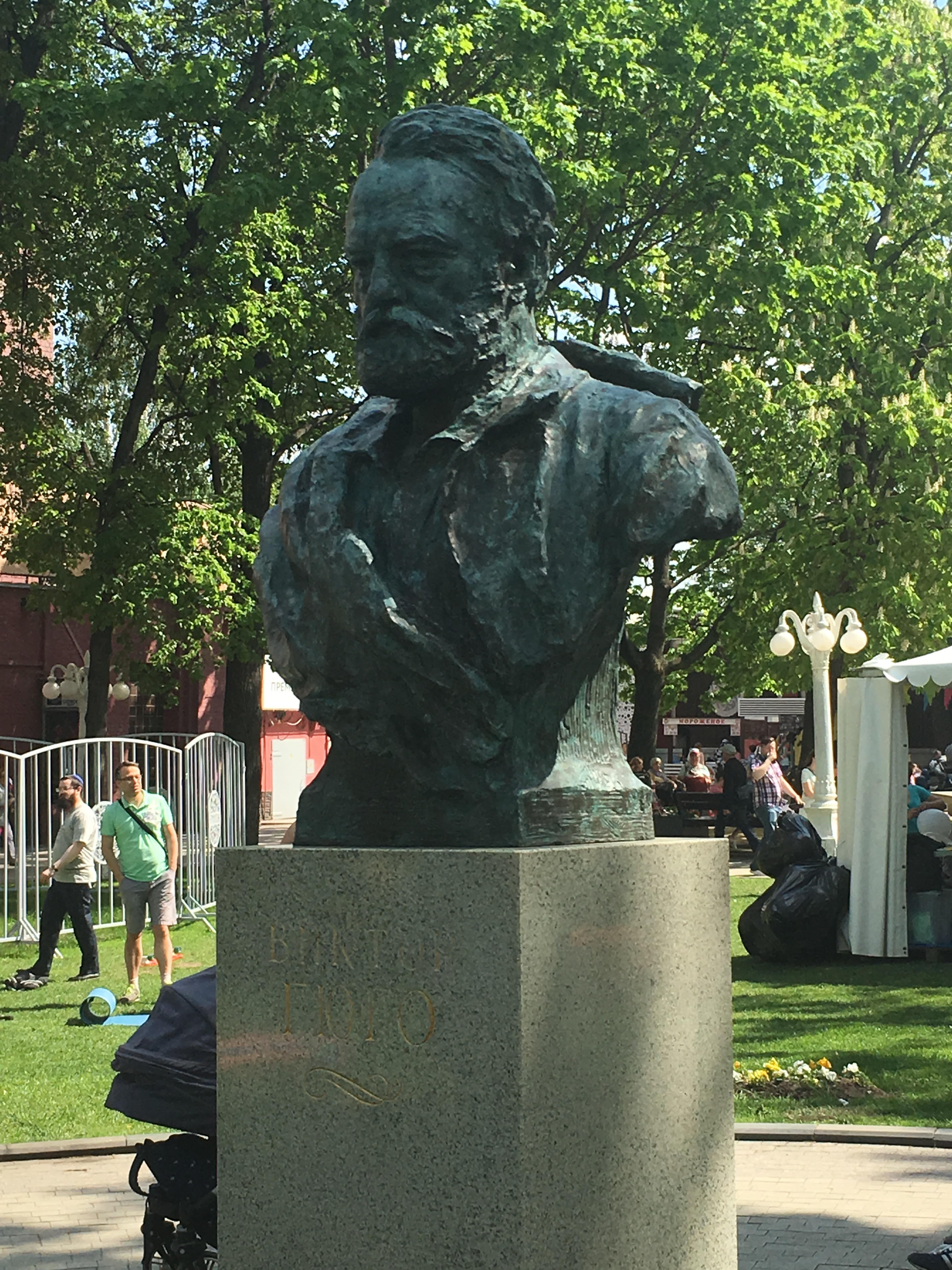
ユーゴーの胸像

庭園と劇場のある空間をつくろうとする試みが何度か行われた後、1894年7月16日に土地全体がモスクワの商人、ヤーコフ・シチューキンの所有するところとなり、この日が当庭園の創設日とされている。
創設からおよそ11か月後の1895年6月18日に、劇場「エルミタージュ」が正式に開設される。1898年12月、アントン・チェーホフによる戯曲『かもめ』が劇場「エルミタージュ」で上演される。
1960年代から1970年代にかけて、野外ステージ «Летняя эстрада» において、ヴラジーミル・ヴィソツキーやリュドミラ・ズィキナ、ロマン・カルツェフやヴィクトル・イルチェンコ、ゲンナジー・ハザノフやミハイル・ズヴァネツキーなどのアーティストによって演奏が行われた。
1981年、劇場「スフェラ」が女優のエカテリーナ・エランスカヤによって創設される。1991年、劇場「ノヴァヤ・オペラ」が開設される。2000年、ヴィクトル・ユーゴーの胸像がパリ市長室より、ダンテ・アリギエーリの胸像がイタリア政府より寄贈される。
2006年、長さ70メートルのステンレス製パイプで大きなハートの形を象ったモニュメント «Памятник Всем Влюбленным»（英: Monument to All People in Love）が設置される。2016年、スケートリンクが開設される。